# Maximilian von Pappenheim

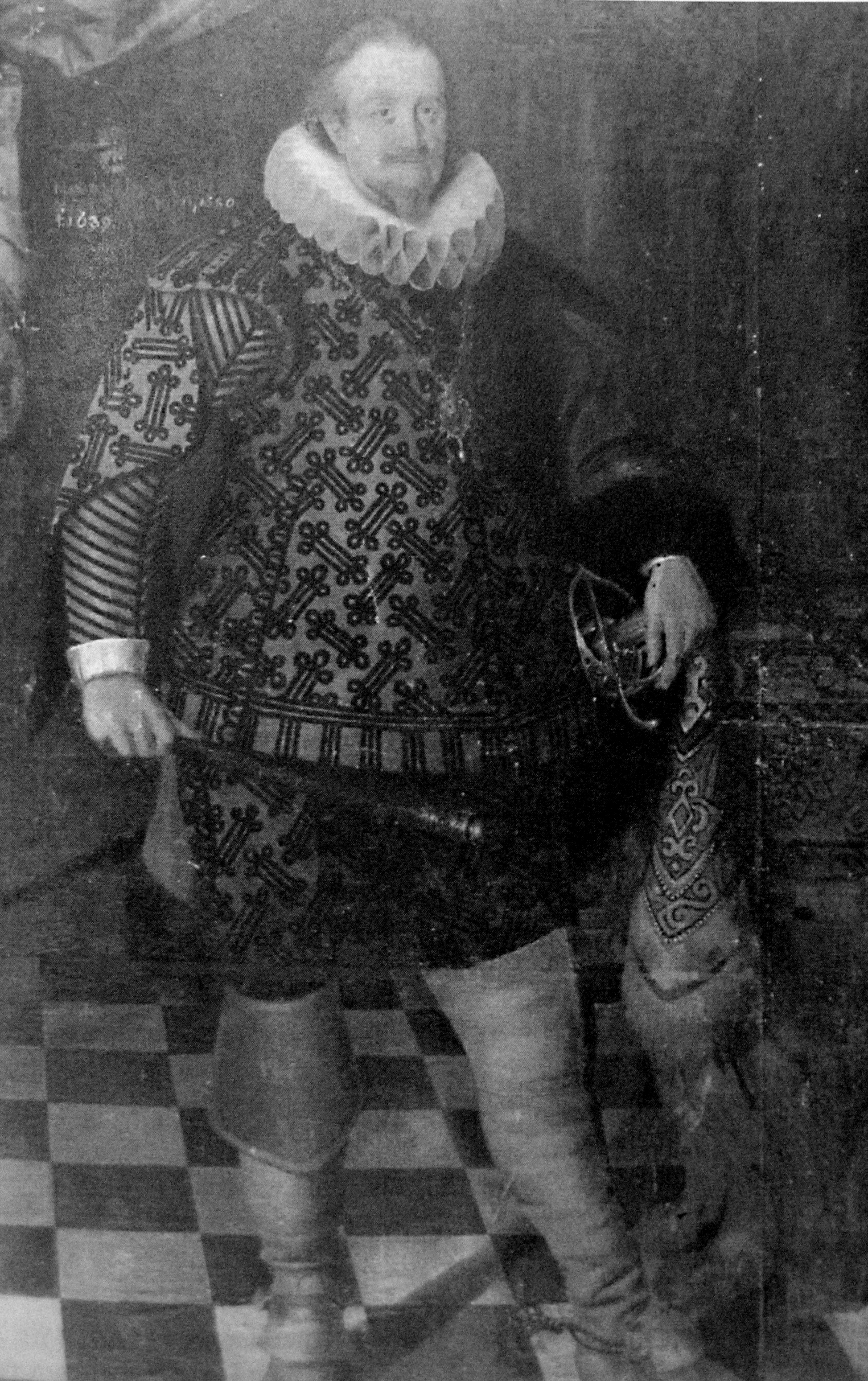
Maximilian von Pappenheim

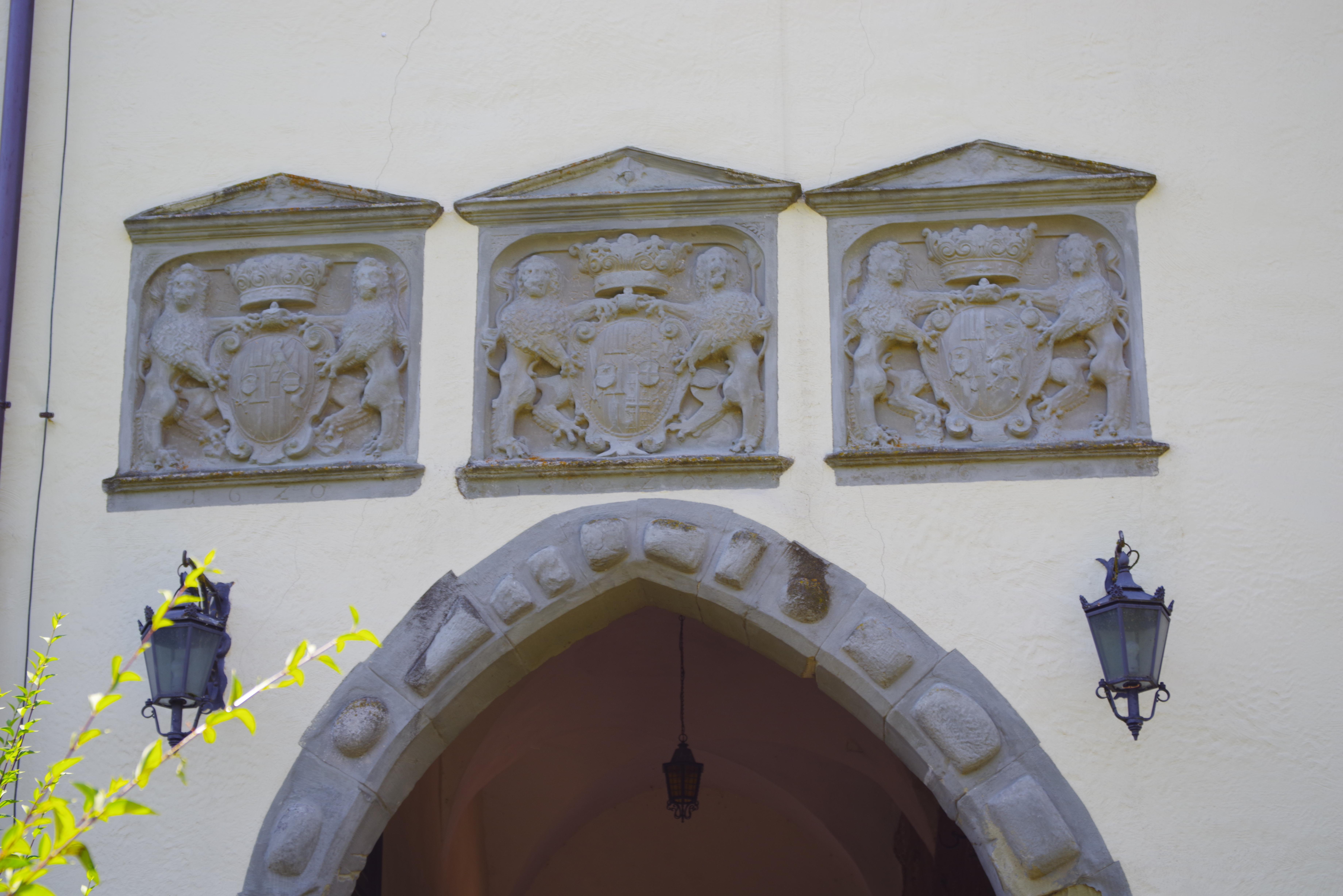
Wappentafeln Maximilians und seiner drei Ehefrauen, ⚭ Elisabeth von Sayn-Wittgenstein († 1600) ⚭ Juliana von Wied († 1604) ⚭ Ursula Maria von Leiningen-Westerburg (* 1583; † 1638) über dem Eingang zum Schloss Hohenlupfen

Maximilian von Pappenheim (* 2. Februar 1580; † 14. Februar 1639) auf der Burg Altikon war Landgraf von Stühlingen im Klettgau und Reichserbmarschall.

## Leben
Maximilian von Pappenheim war der Sohn von Conrad von Pappenheim († 1603) und seiner Gemahlin Catharina von Lamberg († 1599). Von 1593 bis 1597 war Oswald Croll sein Hauslehrer. Danach studierte er in Tübingen und Heidelberg und begab sich dann auf Grand Tour nach Frankreich und Italien. Nach dem Tod seines Vaters erreichte er beim Kaiser die Einsetzung in das Erbe der Stühlinger Herrschaft. Am 7. Juli 1604 erwarb er von Graf Carl von Zollern die kleine Herrschaft Mettingen im Steinatal. Daneben besaß er auch die Herrschaften Rotenstein  und Calden im Allgäu und Berolsheim.
Aufgrund des hohen Alters Alexanders II. von Pappenheim übte er in Vertretung bereits ab 1607 das Reichserbmarschallamt aus. Aus diesem Grund nahm er 1611 am Kurfürstentag in Nürnberg, sowie 1612 am Wahl- und Krönungstag von Kaiser Matthias in Frankfurt teil. Ein Jahr später, 1613, war er Teilnehmer auf dem Reichstag in Regensburg und an der Krönung Kaiser Ferdinands II. Am Kurfürstentag in Regensburg 1630, welcher zur Entlassung Wallensteins führte, nahm er ebenfalls teil. Ab 1635 übernahm er schließlich offiziell das Seniorat des Hauses Pappenheim.
Im Jahre 1612 verkaufte er für 88.500 Gulden die „hohe Forst- Gelait- und Land-Gerichtliche Obrigkeit“ über die Herrschaft Bonndorf an das Kloster St. Blasien und 1621 veräußerte er für 130.000 Gulden die Herrschaft Gräfenthal an Herzog Johann Philipp von Sachsen-Altenburg. Von 1620 bis 1624 ließ Maximilian von Pappenheim die alte Burg in Stühlingen abreißen und durch ein neues repräsentatives Schloss ersetzen.

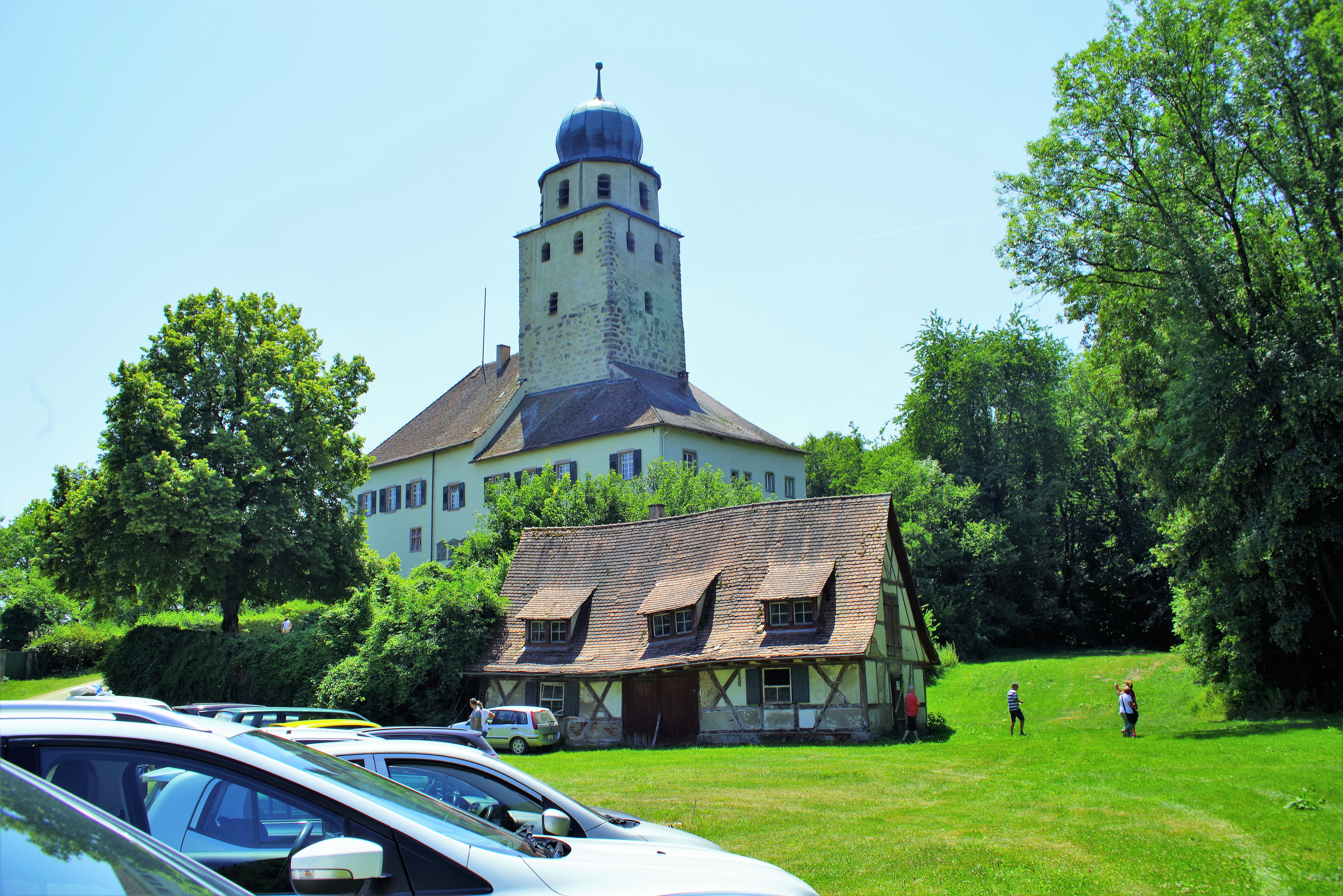
Schloss Hohenlupfen, erbaut 1620 bis 1624 unter Maximilian von Pappenheim

Insgesamt dreimal war Maximilian von Pappenheim verheiratet. In erster Ehe heiratete er 1600 Gräfin Elisabeth von Sayn-Wittgenstein (1581–1600), Tochter des Grafen Ludwig I. von Sayn-Wittgenstein, welche jedoch noch im gleichen Jahr verstarb. Zwei Jahre später ehelichte er Juliana, Tochter des Grafen Hermann I. zu Wied. Diese Ehe bestand jedoch auch nur für zwei Jahre, bis Juliana 1604 starb. In dritter und letzter Ehe nahm er 1606 Ursula Maria, Tochter des Grafen Ludwig zu Leiningen-Leiningen, zur Frau. Nach deren Tod 1638 unternahm Maximilian von Pappenheim den Versuch eine vierte Ehe mit Anna Sophia, einer Tochter des Pfalzgrafen August von Sulzbach, einzugehen. Dies scheiterte jedoch am Tode Maximilians 1639. Obwohl diese Ehe nicht mehr zustande kam, hatte Maximilian am 6. Dezember 1638 noch ein Testament verfasst, welches Anna Sophia begünstigte und vermachte ihr unter anderem die Herrschaft Mettingen bei Stühlingen, mit dem Sitz auf Burg Untermettingen. Bereits 1623 erwarb er (vorübergehend) die Burg Altikon als sicheren Zufluchtsort.
Mit dem Ableben Maximilians, um die Zeit als er gerade das Beylager vollziehen wollte, endete endgültig die Pappenheim’sche Linie Allgäu-Stühlingen, welche mit Heinrich XI. von Pappenheim begründet wurde. Erbe der Landgrafschaft Stühlingen wurde sein einziger Enkel, Graf Maximilian Franz von Fürstenberg (* 1634; † 1681).
Im Andenken an Maximilian von Pappenheim wurde ein Epitaph in der Pfarrkirche in Pappenheim errichtet, ebenso ein Doppelgrabmal aus Marmor in der Stadtkirche Mariä Himmelfahrt in Engen.

## Nachkommen
Aus seiner dritten Ehe hatte er drei Kinder, die er alle überlebte:
- Ernst Friedrich von Pappenheim (* 20. Dezember 1608; † 1609)
- Heinrich Ludwig von Pappenheim (* 1610; † 7. Juli 1633), bei der Belagerung des Schlosses Hohenstoffeln durch Kopfschuss getötet. Er wurde in Schaffhausen bestattet.
- Maximiliane Maria von Pappenheim († 16. Oktober 1635) ⚭ Graf Friedrich Rudolf von Fürstenberg (* 1602; † 1655), Erbin der Landgrafschaft Stühlingen